# Helena Valley Northwest
Helena Valley Northwest és una concentració de població designada pel cens dels Estats Units a l'estat de Montana. Segons el cens del 2000 tenia 2.082 habitants.

## Demografia
Segons el cens del 2000, Helena Valley Northwest tenia 2.082 habitants, 741 habitatges, i 603 famílies. La densitat de població era de 49,1 habitants per km².
Dels 741 habitatges en un 41,2% hi vivien nens de menys de 18 anys, en un 69,8% hi vivien parelles casades, en un 8,5% dones solteres, i en un 18,5% no eren unitats familiars. En el 14,7% dels habitatges hi vivien persones soles el 2,4% de les quals corresponia a persones de 65 anys o més que vivien soles. El nombre mitjà de persones vivint en cada habitatge era de 2,81 i el nombre mitjà de persones que vivien en cada família era de 3,09.
Per edats la població es repartia de la següent manera: un 29,4% tenia menys de 18 anys, un 6,9% entre 18 i 24, un 32,3% entre 25 i 44, un 26,9% de 45 a 60 i un 4,5% 65 anys o més.
L'edat mediana era de 35 anys. Per cada 100 dones de 18 o més anys hi havia 99,9 homes.
La renda mediana per habitatge era de 45.385 $ i la renda mediana per família de 50.714 $. Els homes tenien una renda mediana de 33.906 $ mentre que les dones 24.773 $. La renda per capita de la població era de 17.910 $. Aproximadament el 5,6% de les famílies i el 8,2% de la població estaven per davall del llindar de pobresa.

## Poblacions més properes
El següent diagrama mostra les poblacions més properes.